# Завод добрив у Хантлі
Завод добрив у Хантлі — колишнє підприємство хімічної промисловості на Північному острові Нової Зеландії.
В 1935 році створили компанію New Zealand Soluble Slag Limited, яка узялась за просування нового виду фосфорних добрив – «розчинного шлаку», що випускався під маркою «Heskett slag». Для розміщення заводу обрали майданчик в районі Хантлі, відомому своїми вугільними шахтами, що могло забезпечувати паливо для роботи печей. Компонентами для випуску добрива на першому етапі були відходи металургійного виробництва з заводів Германії та Бельгії, фосфорити та вапняк із розташованої неподалік копальні Пукеміро (власником якої була та ж New Zealand Soluble Slag). 
Реклама поставок «Heskett slag» з’явилась не пізніше 1938 року. До переваг нового виду добрива відносили те, що воно одночасно провадило підготовку кислих грунтів, на яких при застосуванні суперфосфату 20 – 25% фосфору втрачалось через перехід у нерозчинні солі. «Heskett slag» містив 15% пентаоксиду фосфору (проти 22% у суперфосфату) та відносився до цитраторозчинних (тих, що розчиняються у слабких кислотах).
Додатковий інтерес до «Heskett slag» виник після захоплення японцями в першій половині 1942-го островів Науру та Оушен, що були головними постачальниками фосфоритів до Нової Зеландії. В цей період склад добрива довелось модифікувати, оскільки із розумілих причин після початку Другої світової війни припинились поставки з зазначених вище заводів Германії та Бельгії. Тепер важливим компонентом «Heskett slag» став доломіт, який видобували в районі Онекака (північне узбережжя Південного острову, неподалік від порту Нельсон). Його везли каботажними суднами до гирла Ваїкато, після чого перевантажували на баржі, що підіймались по цій річці до району Хантлі. Вважалось, що з оновленим складом 2 – 2,5 тонни «Heskett slag» заміняють 1 тонну суперфосфату.
Станом на кінець 1940-х потужність заводу в Хантлі становила 30 тисяч тонн на рік, при цьому відомо, що в 1947/1948 фінансовому році майданчик працював з проектним показником.
Втім, дослідження не підтвердили очікуваних переваг «Heskett slag»  і в 1950 році завод закрили.